# Kurogané
 (mai 2024).
Pour les articles homonymes, voir Kurogane et Gane.
Youou/Kurogane (黒鋼) est un des personnages principaux du manga Tsubasa Reservoir Chronicle réalisé par Clamp ; il voyage à travers les différentes dimensions de la saga avec ses compagnons Shaolan, Sakura, Mokona et Fye. Il est avec Fye le seul personnage important de l'histoire à ne pas provenir d'une autre œuvre du studio Clamp, et donc à avoir été créé pour les seuls besoin de cette série. Du fait de la construction en croisement de cette œuvre avec xxxHOLiC, il y fait aussi de courtes apparitions.
Ninja hors pair originaire du Japon féodal (dans une dimension alternative), c'est le guerrier accompli du groupe ; son katana (trésor familial hérité de son père) a pour nom Dragon d'argent. Il est dans son monde d'origine le vassal de la princesse Tomoyo.
Toujours désigné par le pseudonyme qu'il a pris après la mort de ses parents, On ne connait pas son prénom pendant une grande partie de l'histoire. L'adaptation du manga en animé affirme de fait que son prénom d'enfant, abandonné une fois adulte, est Haganemaru. Néanmoins le chapitre 182 du manga devait révéler plus tard son véritable nom : Youou, qui signifie le roi faucon.
Il reçoit de nombreux surnoms (volontairement ridicules : Kuro-puu, Kure-Dents, Kuro-rin, Gros Toutou, Kuro-Wanwan (Onomatopée du jappement du chien au japon) , Frère Sourire (sarcastique puisqu'il ne sourit jamais) au cours de l'histoire du fait de l'attitude de Fye à son égard ; notamment Mr Noir, du fait du premier kanji de son nom (黒: Noir) et des couleurs de son style vestimentaire, liées à son activité de ninja.

## Passé
Youou Kurogané nait de la petite noblesse de la région de Suwa, une province de l'empire du Japon dans le monde parallèle connu sous le même nom. Son père est le shogun (seigneur féodal) de la contrée, employé à diriger les forces armées et repousser les attaques de monstres et démons qui assiègent régulièrement les villages dans son monde. Sa mère est une prêtresse de talent, dont la charge et la formation lui octroient divers pouvoirs magiques, dont la bénédiction et surtout la création et le maintien de kekkai, barrières magiques qui permettent de protéger les civils. Kurogané passe une enfance très heureuse et développe une personnalité intrépide et gaillarde, qui contraste fortement avec son humeur générale lors du début de la série, des années plus tard. Décrit comme un garnement au grand cœur, il est dit ressembler énormément à son père au même âge, tant physiquement que moralement.
Les années passent alors que les attaques de monstres s'intensifient. Désireux de protéger son pays et sa famille, Kurogané s'entraîne longtemps avec son père, qui lui apprend la plupart des techniques qu'il utilisera plus tard. Dans le même temps, la santé de sa mère décline de plus en plus, alors même que le maintien des kekkai lui demande encore plus d'énergie. Anxieux, Kurogané commence à devenir obsédé par l'idée de "devenir plus fort," motivé par la mission que lui lègue son père : protéger ceux qu'il aime. Son entraînement, ainsi que les soins qu'il prodigue à sa mère, deviennent sa priorité absolue.
Dénotant son extraordinaire puissance potentielle, Fei Wang Lead décide d'en faire un de ses "pions" : il va manipuler son existence de façon qu'il accompagne la princesse Sakura dans sa quête des plumes et la mène à bien grâce à ses capacités. La gestion des attaques atteint alors un stade critique lors de son adolescence. Son père parti au combat, Kurogané voit sa mère, en plein sanctuaire, se faire transpercer le ventre par une épée à motif de chauve-souris, tenue par une main sortie de nulle part et qui disparaît aussitôt. Il a à peine le temps de constater le décès que le kekkai est, de ce fait, immédiatement rompu : son village est attaqué par les monstres, et il voit l'un d'entre eux tenir dans sa gorge le bras arraché de son père, tenant encore le sabre ancestral de sa lignée : Dragon d'Argent. Profondément traumatisé, Kurogané entre alors dans une folie meurtrière qui le conduit à éliminer avec cette arme tous les monstres et personnes présents.
L'Impératrice du Japon, Amaterasu, arrive plus tard avec son armée constater les ravages. Encore sous le coup de la folie, Kurogané exécute les soldats qu'elle lui envoie, mais sa jeune sœur, Tomoyo, prêtresse en formation, parvient à le ramener à la raison en lui rappelant qu'il faut donner les derniers sacrements à sa mère. N'ayant nulle part où aller ni région sur laquelle régner, Kurogané se fait engager comme ninja au service de la famille impériale, et plus particulièrement de la Princesse Tomoyo, dont il se fait vassal et avec laquelle il développe une amitié complexe. Il y connaîtra aussi son autre garde du corps, Soma. La catastrophe a néanmoins laissé ses marques, et il développe la personnalité acerbe et sombre qu'on lui connaît par la suite. Il prend plaisir à tuer ses adversaires et montre de l'arrogance en sachant qu'il n'a plus le moindre adversaire à son égal.

## Histoire durant la série
Exaspérée par sa tendance répétée à massacrer ses ennemis dans le sang (malgré son interdiction), Tomoyo décide de l'envoyer dans un autre monde, celui de la Sorcière des Dimensions. Elle compte sur lui pour qu'il cherche à revenir dans son monde d'origine et embarque donc dans la quête des plumes de Sakura : ainsi pourra-t-il aussi trouver ailleurs des adversaires à sa mesure. Elle ne lui cache pas néanmoins que le but de ce voyage est de lui apprendre ce qu'est la "vraie force." L'envoyant contre son gré là-bas, elle jette également un sort sur lui, disant que sa Force diminuera chaque fois qu'il tuera ; Kurogané ignore qu'elle ment et qu'il s'agit en fait d'une protection magique.
Passablement irrité, Kurogané échoue chez Yuko et fait la connaissance de Shaolan, Sakura et Fye, arrivés en même temps que lui. N'ayant pas assez de quoi "payer" pour voyager seul entre les dimensions, Yuko exige de lui une chose qui lui tient à cœur : son sabre familial, qu'il va donner à grand contre-cœur. En échange, elle le laissera voyager avec les autres grâce à Mokona.

## Relations

### Tomoyo
Kurogane est le fidèle valet de la princesse Tomoyo. Il fait sa rencontre peu de temps après le décès de sa mère. La relation qu'ils entretiennent est très ambiguë, elle se situe entre amour impossible et fidélité maître/valet. Tomoyo attendra néanmoins le retour de son fidèle soldat durant une grande partie de l'œuvre.

### Fye
La relation qu'à Kurogané avec Fye est des plus complexes. Au début, il le considère comme un ahuri assez agaçant car il ne supporte pas que Fye lui donne des surnoms (Kuro-sama, corbac, etc.). Son insouciance et son caractère loufoque mettent également à l'épreuve ses nerfs. Cette incompatibilité de caractère est exacerbée par les motivations très troubles de Fye et son refus de parler de son passé avant leur rencontre (on découvrira plus tard que Mokona avait la même réserve à son égard, même s'il le cachait). Toutefois il l'accepte bien vite comme compagnon d'armes, constatant son talent au combat. Ils combattront de nombreuses fois côte à côte (pays de Yama, Infinity, pays de Celes...).
Si on voit invariablement Fye provoquer Kurogané via des blagues facétieuses, et lui le réprimander avec violence, leur relation se complexifie au fil de la série ; il découvrira à Ôto que Fye n'accorde aucune valeur à sa propre existence, une facette de sa personnalité que Kurogané méprise au plus haut point. Il parviendra néanmoins à rester à ses côtés six mois au pays de Shara, attendant le retour des autres membres du groupe. C'est probablement à ce stade-là que leurs rapports, quoique toujours conflictuels, ont dérivé vers une vraie amitié. Au pays de Tokyo, il montre un vif intérêt, cette fois-ci plus empatique, pour les raisons qui ont conduit Fye à adopter un regard sur la vie aussi misérable, mais il se heurte encore une fois à son mutisme.
Il prouve son affection véritable pour Fye en exigeant qu'il soit transformé en vampire après sa blessure (mortelle) à Tokyo, alors même que Fye s'y opposait catégoriquement, et que le laisser en vie impliquait de rendre le clone encore plus dangereux (craintes confirmées par la suite). Il accepte de devenir "l'immolé" de Fye ; la seule personne dont le sang peut lui permettre de survivre. Sous ses dehors affables, Fye lui reproche énormément ses choix, et une froideur se ré-installe entre eux ; froideur ironique, Fye devant à intervalles réguliers sucer le sang de Kurogané pour s'alimenter.
Le passé de Fye finit néanmoins par le rattraper, pour culminer lors de son retour à Célès avec le groupe. Lorsqu'il apprend son horrible passé via le témoignage d'Ashura, et la mesure de sa perfidie, Kurogané paraît d'abord furieux mais continue de croire en sa bonne foi, refusant de tuer le magicien et le forçant à interroger les zones troubles de son passé. Lorsque le monde se referme sur lui-même, Fye a juste le temps de faire sortir les autres et se retrouve coincé à l'intérieur ; Kurogané ira néanmoins jusqu'à trancher son propre bras pour secourir Fye des griffes de la mort.
C'est dans son Japon natal qu'ils se réconcilient enfin ; Kurogané semble d'abord irrité d'apprendre que Fye a sacrifié toute la magie qui lui restait pour lui offrir un bras artificiel, mais se rassure lorsque Fye lui annonce qu'il n'utilisera plus sa propre vie à la légère, prenant acte des leçons qu'il lui a enseignées.
La relation entre Fye et Kurogané a fait couler beaucoup d'encre (sous forme de fictions et de fanarts souvent désigné par le terme de Kurofye)du fait de la tendance des lecteurs à l'interpréter comme une romance homoérotique - même si le caractère romantique n'est nulle part souligné dans la série. Cette interprétation n'est pas forcément des plus fantasques, puisque la dynamique Fye/Kurogané a bien des points communs avec d'autres couples homosexuels chez Clamp, comme Subaru et Seiishiro (Tokyo Babylon) ou Kazahaya et Rikuo (Lawful Drug) ; ces derniers ont en particulier des ressemblances frappantes, physiques (un grand brun stoïque et un petit blond plus expansif) comme psychologiques (ils passent eux aussi constamment leur temps à se provoquer et s'insupporter). Par ailleurs on remarquera qu'ils sont associés aux figures du Phénix (via le tatouage de Fye) et au Dragon (via le sabre de Kurogané - ce sont les deux objets qu'ils abandonnent le jour de leur rencontre) ; l'association phénix/dragon est traditionnellement symbolique d'un mariage heureux. Kazahaya et Rikuo ont eux aussi été associés au phénix et au dragon. Du fait de l'importance du thème de la bisexualité dans les autres œuvres de Clamp, il est possible que la dynamique entre les deux personnages soit surtout un jeu, plus suggéré par les auteurs plus que réellement impliqué. De plus, l'intérêt que porte Kurogané à sauver Fye (allant jusqu'à sacrifier son sang et son bras) peut porter à ces considérations.

### Sakura
Kurogané a manifestement de l'affection pour Sakura, même si elle est moins développée dans la série. Il la compare souvent à Tomoyo, et la trouve têtue au possible. Il lui ordonne de ne pas s'occuper de ses blessures durant la course de Dragonflies, capitalisant leurs derniers espoirs de remporter le trophée sur elle ; sa confiance paye. Après Tokyo, il tente de faciliter les relations entre Sakura et le "nouveau" Shaolan - sans succès, Kurogané ignorant la profondeur réelle de l'affaire.

### Shaolan
Shaolan est certainement le membre du groupe avec lequel il a le moins de mal à cohabiter ; dès les premiers instants il retrouve dans sa détermination le désir qu'il a pu avoir, au même âge, de protéger à tout prix ceux qu'il aime. Il l'admire aussi pour sa maîtrise des arts martiaux, très honorable pour son âge, et accepte très vite de lui enseigner le combat au sabre lorsque celui-ci le lui demande à Ôto. Il a du souci pour la tristesse qui l'habite - il remarque très vite que Shaolan ne voit que d'un œil, et conçoit pour lui un entraînement adapté, destiné à compenser ce handicap, en lui enseignant à sentir les mouvements du côté gauche aussi, puisque, ayant un champ de vision médiocre du côté droit, il a appris à ressentir les mouvements de ce côté. Il ne discute presque jamais ses décisions et a tendance à lui recommander de se concentrer et rester prudent. Il accuse un choc profond lorsque Shaolan perd son cœur et blesse Fye à mort, les quittant à jamais.
Après les évènements de Tokyo, c'est lui qui prend le plus soin du "nouveau" Shaolan, froidement ignoré par Sakura à qui Fye accorde toute son attention.

## Divers
- Son pseudonyme, Kurogané, (黒鋼) signifie littéralement : acier noir.
- Le guide des personnages hors-série révèle que Kurogane avait d'abord été envisagé comme un personnage plus âgé lors des premières étapes de l'élaboration du scénario.
- Le kudan que reçoit Kurogane lors de son passage en République de Hanshin est identique à Celes, un dieu gardien de Magic Knight Rayearth, une autre œuvre du studio Clamp; et qui porte le nom du pays de Fye.
- D'après le guide de puissance au combat des différents personnages de la série (établi dans le guide des personnages hors série par lui-même), Kurogane est le plus puissant guerrier de la série en termes de capacités physiques (score : 500/500).
- Kurogané est amateur de mangas ; il se passionnera au cours de l'histoire pour une série, dont il trouvera heureusement la suite de l'histoire dans d'autres dimensions (les différents univers de la saga partageant de nombreux points communs).
- Il ne bouge presque pas durant son sommeil, attitude expliquée par son entraînement de ninja, qui requiert une grande discrétion.
- Ayant offert un démon à Yuko pour le White Day, son cadeau fut refusé ; il doit encore chercher un autre objet capable de lui convenir.
- Kurogané souffre d'une intolérance au lait.
- Dans l'adaptation en animé du manga, Kurogané est doublé par Tetsu Inada adulte et Yumiko Kobayashi enfant.